# 2-га авіаційна дивізія (Третій Рейх)
2-га авіаційна дивізія (Третій Рейх) (нім. 2. Flieger-Division) — авіаційна дивізія військово-повітряних сил нацистської Німеччини за часів Другої світової війни.

## Історія
2-га авіаційна дивізія Люфтваффе вперше створена 1 липня 1938 року в Дрездені наказом Рейхслюфтфарктміністерства (RLM), шляхом переформування 3-го вищого авіаційного командування (нім. Höherer Fliegerkommandeur III).
1 листопада 1938 року її перейменували на 12-ту авіаційну дивізію, але з 1 лютого 1939 року вона знову стала іменуватись 2-ю авіаційною дивізією. 11 жовтня 1939 року на її основі був створений II повітряний корпус Люфтваффе.
12 квітня 1942 року дивізію з таким номером сформовано вдруге на Східному фронті в Брянську, Росія. 6 вересня 1944 року з'єднання переформували на Загальне командування Люфтваффе в Італії (нім. Kommandierende General der deutschen Luftwaffe in Italien).

## Командування

### Командири
1-е формування
- генерал-лейтенант Вільгельм Віммер (нім. Wilhelm Wimmer) (1 липня 1938 — 31 січня 1939);
- генерал-лейтенант Бруно Лерцер (нім. Bruno Loerzer) (1 лютого — 11 жовтня 1939);

2-е формування
- генерал-лейтенант Штефан Фреліх (нім. Stefan Fröhlich) (12 квітня — 1 листопада 1942);
- генерал-лейтенант Йоганнес Фінк (нім. Johannes Fink) (1 листопада 1942 — 10 лютого 1944);
- генерал-майор Ганс Корте (нім. Hans Korte) (22 липня 1942 — 10 вересня 1944);

## Основні райони базування штабу 2-ї авіаційної дивізії
| Час                            | Місто              |
| ------------------------------ | ------------------ |
| 1-е формування:                |                    |
| 1 серпня 1938 — 26 серпня 1939 | Дрезден            |
| 26 серпня — вересень 1939      | Ґродкув            |
| вересень — жовтень 1939        | Франкфурт-на-Майні |
| 2-е формування:                |                    |
| квітень — листопад 1942        | Брянськ            |
| листопад 1942 — серпень 1944   | Монтфріз ?         |
| серпень — жовтень 1944         | Гібельштадт        |

## Підпорядкованість
| Час                            | Командування флот                    |
| ------------------------------ | ------------------------------------ |
| 1-е формування                 |                                      |
| 1 серпня 1938 — лютий 1939     | 1-ше командування авіагруп Люфтваффе |
| лютий 1939 — 26 серпня 1939    | 1-й повітряний флот                  |
| 26 серпня 1939 — вересень 1939 | 4-й повітряний флот                  |
| 26 серпня 1939 — вересень 1939 | 3-й повітряний флот                  |
| 2-е формування                 |                                      |
| квітень — листопад 1942        | Командування Люфтваффе «Схід»        |
| листопад 1942 — січень 1944    | 2-й повітряний флот                  |
| січень — липень 1944           | 3-й повітряний флот                  |
| липень — вересень 1944         | 2-й повітряний флот                  |

## Бойовий склад 2-ї авіаційної дивізії
- Kampfgeschwader 4 «Генерал Вевер»;
- Kampfgeschwader 76 (штаб, I. і III. авіагрупи);
- Kampfgeschwader 77;
- Sturzkampfgeschwader 2 (I. авіагрупа);
- Zerstörergeschwader 76 (I. авіагрупа);
- 3.(F)/122-ї розвідувальної авіагрупи (3. (F)/Aufklärungsgruppe 122).

- Kampfgeschwader 26 «Ловен» (штаб, I. і III. авіагрупи);
- Kampfgeschwader 100 (штаб, II. і III. авіагрупи).

- Kampfgeschwader 26 «Ловен» (штаб, I. і III. авіагрупи);
- Kampfgeschwader 100 (штаб, II. і III. авіагрупи);
- 1.(F)/33-ї розвідувальної авіагрупи (1. (F)/Aufklärungsgruppe 33).

- Kampfgeschwader 26 «Ловен» (I. і III. авіагрупи);
- Kampfgeschwader 77 (штаб, I. і III. авіагрупи);
- Kampfgeschwader 100 (штаб і III. авіагрупа);
- 1.(F)/33-ї розвідувальної авіагрупи.

- Kampfgeschwader 26 «Ловен» (штаб, I. і III. авіагрупи);
- Kampfgeschwader 40 (штаб, II. і III. авіагрупи);
- Kampfgeschwader 76 (4 і 6./KG 76);
- Kampfgeschwader 77 (штаб, I. і III. авіагрупи);
- Kampfgeschwader 100 (III. авіагрупа і 6./KG 100).

- Kampfgeschwader 26 «Ловен»;
- італійська авіаційна група торпедоносців.